# Al Stewart
Al Stewart, pseudonimo di Alastair Ian Stewart (Glasgow, 5 settembre 1945), è un cantante, polistrumentista, compositore e poeta britannico, attivo nella scena del folk revival degli anni sessanta e settanta, e caratterizzantesi per una sua interpretazione personale che combinava folk, rock e racconti del passato.
Divenne noto per Year of the Cat, singolo tratto dal suo omonimo album del 1976 il quale, sebbene in termini numerici non sia il suo maggior successo commerciale, è tuttavia quello per il quale è maggiormente ricordato, anche se la sua vena artistica e il suo stile già si erano delineati in lavori precedenti quale Past, Present and Future del 1973, che costituiscono ancora oggi la fonte d'ispirazione e la cifra stilistica di Stewart.
Nel corso della sua più che cinquantennale carriera ha collaborato con artisti e produttori vari, tra i quali Alan Parsons, Jimmy Page e Tori Amos.

## Biografia

### La gavetta folk
Scozzese di Glasgow, gira per alcuni anni la Gran Bretagna. A Bournemouth, dove vive parecchi anni, conosce Robert Fripp (da cui prende alcune lezioni di chitarra), Andy Summers, Greg Lake e diventa membro della band del dj Tony Blackburn). Quindi si trasferisce a Londra e pubblica due album alla fine degli anni sessanta: Bedsitter Images (con sofisticati arrangiamenti orchestrali) e Love Chronicles (in cui suona Jimmy Page e che si distingue per la canzone omonima, della durata di 18 minuti, che nel testo contiene il termine fottere). Love Chronicles verrà votato miglior album folk dell'anno dalla rivista Melody Maker.
Ispirato da Bob Dylan, scrive canzoni folk intimiste e romantiche, apprezzate soprattutto nel circuito dei college e dei folk clubs della capitale (Bunjie's e Les Cousins), dove si esibisce insieme a Sandy Denny, Third Ear Band, Roy Harper, Jackson C. Frank, Peter Bellamy, Ralph McTell, Fairport Convention, Incredible String Band. L'americano Paul Simon è suo vicino d'appartamento, a Soho. Nel 1970 esce Zero She Flies. Nel 1972 pubblica Orange, album in cui suona Rick Wakeman e in cui Stewart si misura con il maestro Dylan eseguendo la cover di I Don't Believe You.
Il 1974 è l'anno della scoperta dell'America: Al Stewart scopre di avere un nutrito seguito negli Stati Uniti. Dopo un tour negli Stati Uniti,  pubblica Past, Present and Future, un concept album che mette in evidenza la passione del cantante per la storia. L'album, per la precisione, è ispirato al libro di profezie di Nostradamus. Il successivo Modern Times - disco costituito da ballate con forte connotazione acustica - consolida la fama di Stewart negli USA, tanto che di lì a poco egli vi si trasferisce.

### Il successo pop
Fino al 1976 Al Stewart è rimasto un artista di culto, che ha goduto solo di alcuni modesti e saltuari picchi di popolarità. La riscossa arriva dall'Inghilterra, dove il cantante firma un contratto con la RCA e pubblica Year of the Cat, singolo e album, prodotto dal mago dei suoni Alan Parsons, già collaboratore dei Pink Floyd. Stewart aveva inutilmente proposto il disco alla Virgin. In un mese Year of the Cat diventa disco di platino e il singolo arriva fino al numero 8 della classifica americana. Ennesimo frutto dell'ossessione di Stewart per gli eventi storici e per la nozione di tempo, Time Passages esce nell'autunno del 1978. È ancora prodotto da Parsons e negli Stati Uniti arriva fino al quinto posto della classifica. Canzoni come la title track, The Palace of Versailles e Song on the Radio soggiornano spesso nelle programmazioni radiofoniche. Da questo momento il chitarrista Peter White diventa il suo più stretto collaboratore. 24 Carrots (1980) ci consegna uno Stewart che si muove su due fronti: quello delle delicate ballate (Merlin's Time, Rocks in the Ocean, Optical Illusion) e tiratissime canzoni con funambolici assoli di chitarra elettrica (Constantinople e Paint by Numbers). Da questo album, il singolo Running Man ha un buon successo. Il successivo Live Indian Summer, con tre lati dal vivo e uno di canzoni nuove registrate in studio, dimostra quanto sul palco l'artista scozzese si trovi a proprio agio.

### Una buona rendita
Da questo punto in poi, almeno in Europa, la stella di Stewart (che nel frattempo è diventato un apprezzato intenditore di vini e proprietario di un vigneto in Francia) va affievolendosi. Russians and Americans (1984) non genera nessuna hit (qualche passaggio radio della title track e soprattutto "Rumors of war") ma contiene brani piuttosto raffinati come Café Society e The Candidate. Il successivo Last Days of the Century invece non lascia il segno. Famous Last Words (1993) ottiene un buon riscontro critico mentre Between the Wars (1995) vede Stewart omaggiare uno dei suoi idoli, il chitarrista Django Reinhardt, avvalendosi della collaborazione di Laurence Juber, ex Wings. Attualmente Stewart continua periodicamente a pubblicare CD e soprattutto in California, dove vive, è quantomai attivo per quanto riguarda le esibizioni dal vivo, spesso insieme al chitarrista Dave Nachmanoff.
Al Stewart è stato sposato con Kris, e ha due figlie. Il 12 Settembre 2020 si è felicemente risposato, con Jill. Grande la gioia dei suoi fans, che lo ammirano e lo considerano un vero gentleman, scozzese.
Nel 2002 il giornalista Neville Judd ha pubblicato la prima biografia su Al Stewart: "Al Stewart, the true life adventures of a folk rock troubadour".

## Discografia
Album in studio
- 1967 - Bed-Sitter Images
- 1969 - Love Chronicles
- 1970 - Zero She Flies
- 1972 - Orange
- 1973 - Past, Present and Future
- 1975 - Modern Times
- 1976 - Year of the Cat
- 1978 - Time Passages
- 1980 - 24 Carrots  (con gli Shot in the Dark)
- 1984 - Russians and Americans
- 1988 - Last Days of the Century
- 1993 - Famous Last Words
- 1995 - Between the Wars (con Laurence Juber)
- 2000 - Down in the Cellar
- 2005 - A Beach Full of Shells
- 2008 - Sparks of Ancient Light

Live
- 1981 - Live Indian Summer (con gli Shot in the Dark)
- 1992 - Rhymes in Rooms (con Peter White)
- 2002 - Time Passages Live
- 2009 - Uncorked (con Dave Nachmanoff)
- 2024 - Al Stewart & the Empty Pockets Live

Raccolte
- 1977 - The Early Years
- 1993 - To Whom It May Concern
- 2005 - Just Yesterday